# Artoria gloriosa
Artoria gloriosa es una especie de araña araneomorfa del género Artoria, familia Lycosidae. Fue descrita científicamente por Rainbow en 1920.
Habita en Australia (isla de Lord Howe). Los machos miden de 3,75 a 9,15 mm y las hembras de 4,5 a 12,15 mm.